# Шикалка
Шикалките представляват аномални образувания върху дъбови листа, причинени от биохимически вещества, отделяни от яйцата на някои видове оси: Biorhiza pallida в Европа и Amphibolips confluenta в Северна Америка. Тези видове оси се размножават, като снасят яйцата си в жилките на дъбовите листа, които вследствие на протичащите химични процеси започват да се деформират около мястото на снасяне, образувайки хранителен растителен пашкул – шикалка. Развитите оси се излюпват през юни – юли, като си пробиват дупчица през пашкула.
Тези оси винаги избират дъбови листа, в които да снесат яйцата си, като особено предпочитани са черният и червеният дъб. Тъй като осите снасят яйцата си в по-големи жилки, близо до основата на листото, шикалките остават върху клоните дори когато на есен листата изкапят. Шикалките сами по себе си не увреждат дъба, но ако много оси са снесли яйцата си в листата на едно и също дърво, това може да доведе до по-ранен листопад.
Шикалките имат неправилна, но приблизително сферична форма, и изглеждат като орехи, с големина обикновено около 2 cm, в редки случаи до 5 cm в диаметър. На цвят шикалките са зелени, а след излюпването на младите оси стават червеникаво-кафяви. Други имена, под които могат да се срещнат, са „къркалешки“ и „галови орехи“.
От шикалки, третирани с вода, се добива танин с чистота по-висока от танините, добити посредством етер или алкохол. През Средновековието танинът, добит от шикалки, се е използвал като съставка за производство на мастило.